# Gardneria lanceolata
Gardneria lanceolata là một loài thực vật có hoa trong họ Mã tiền. Loài này được Rehder & E.H.Wilson mô tả khoa học đầu tiên năm 1913.